# Puszcza Mariańska (village)
Pour les articles homonymes, voir Puszcza Mariańska.
Puszcza Mariańska (prononciation : [ˈpuʂt͡ʂa maˈrjaɲska]) est un village polonais de la gmina de Puszcza Mariańska dans le powiat de Żyrardów de la voïvodie de Mazovie dans le centre-est de la Pologne.
Il est le siège administratif de la gmina du même nom : gmina de Puszcza Mariańska.
Il se situe à environ 10 kilomètres au sud-ouest de Żyrardów (siège de la Powiat) et à 52 kilomètres au sud-ouest de Varsovie (capitale de la Pologne).
Le village possède approximativement une population de 500 habitants en 2006.

## Histoire
En 1953, le village a été le siège de la gmina de Korabiewice dans la voïvodie de Lodz.
De 1975 à 1998, le village appartenait administrativement à la voïvodie de Skierniewice.